# Леден (Німеччина)
Леден (нім. Lähden) — громада в Німеччині, розташована в землі Нижня Саксонія. Входить до складу району Емсланд. Складова частина об'єднання громад Герцлаке.
Площа — 79,88 км2. Населення становить 4791 ос. (станом на 31 грудня 2021).